# 日本ワーキング・ホリデー協会

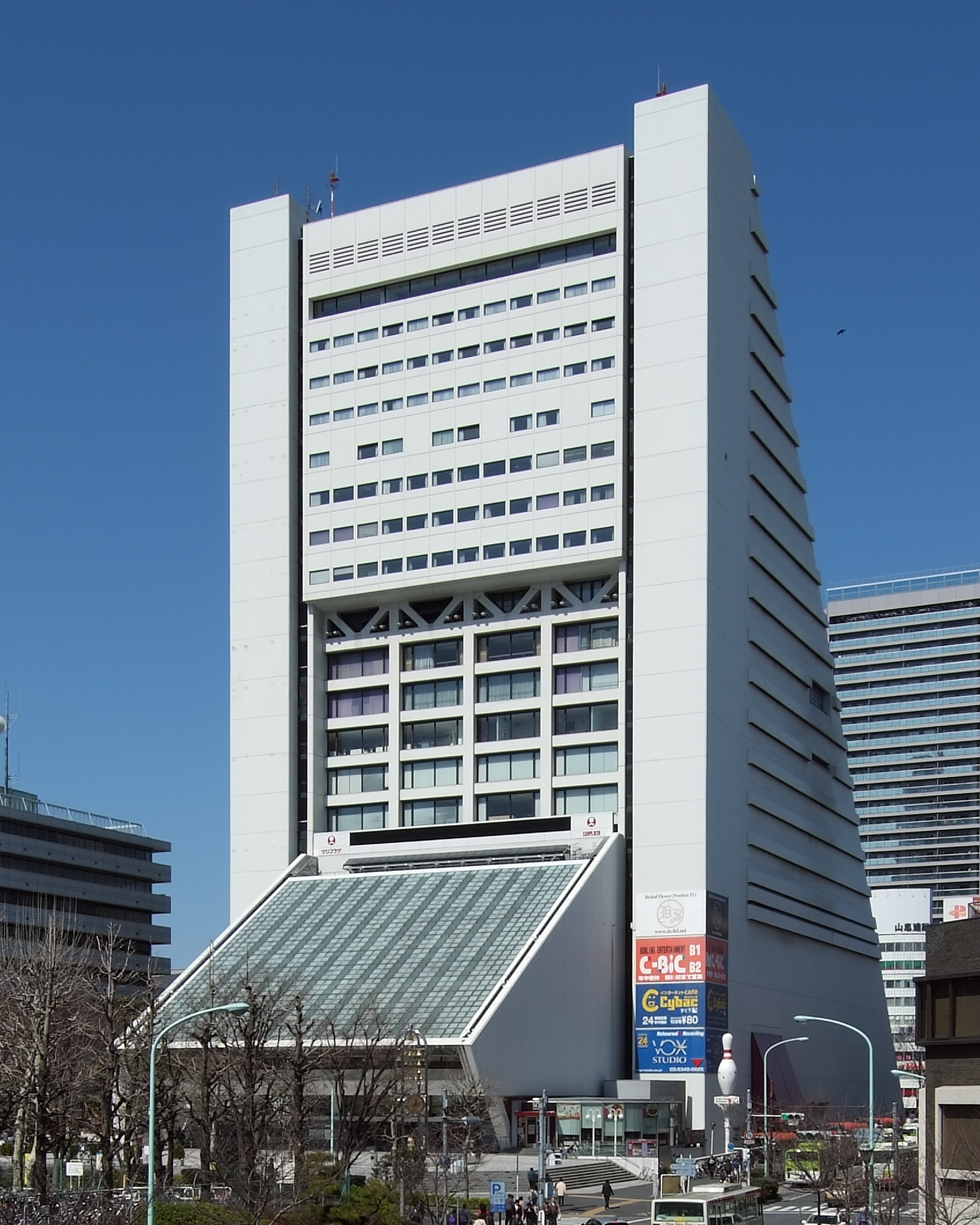
東京本部が入っていた中野サンプラザ

社団法人日本ワーキング・ホリデー協会（にほんワーキング・ホリデーきょうかい）（1981年 - 2010年8月3日）は、かつて存在した公益法人である。民主党の事業仕分けの一環として2010年8月3日付で破産手続開始の決定を受けて解散した。

## 概要
かつて存在していた公益法人の主な業務として、ワーキング・ホリデービザ取得希望者に、ワーキング・ホリデービザの内容、取得の方法の提供、留学斡旋および英会話教室や渡航先情報の提供のほか、帰国者に対する職業紹介、来日中の外国人に対する生活相談や職業紹介があった。
日本にワーキング・ホリデーにて渡航している外国人と、ワーキング・ホリデー体験者、希望者との交流会などを開いたり、定期的にWorking Holiday Reportという冊子を発行し、広くワーキング・ホリデー制度の普及に努めた。斡旋業者ではなく、あくまで公益法人であったため、英会話教室などを開いたりはしていたが、語学学校の紹介はあくまで紹介に留まり、代行などは行っていなかった。語学学校への通学に関しても無理な勧誘などせず、ビザを取得するのみの人にもサポートを行っていた。
しかし、会員企業の退会にともなう収入や利用者が減少し債務超過となったことから、2008年3月31日に札幌デスク、仙台デスク、名古屋デスクを閉鎖するなど経費削減のための措置がとられた。
その後、2009年3月31日に福岡支所、2010年4月30日に大阪支所を閉鎖して、拠点を東京本部のみとした。しかし、事業仕分けに伴い行政による財政支援が無くなったこともあり事業継続のめどが立たないことから、2010年6月17日をもって窓口業務を、同年7月末にてインターネットでのサービスをそれぞれ終了したのち、同年同月に理事会の賛成多数をもって事業の廃止が決定し破産手続きが行われた。なお、同手続の開始にさいして公表された債務超過額は3,600万円あまりとされている。

## 類似団体の設立
当団体の破産により、日本からのワーキング・ホリデー志望者に対する情報提供や支援を広く行う組織が無くなることを危惧した有志により、類似の業務を行う組織が設立されている。

2010年9月3日に、非営利団体のワーホリネット（1999年創業）と当団体に在籍していた職員が中心となった「一般社団法人 日本ワーキングホリデーネットワーク」が設立され、有志のボランティアによって非営利事業として運営されている。
また、2011年1月に、当団体に在籍していた職員が中心となった「一般社団法人 日本ワーキング・ホリデーセンター」が設立されている。
このほか、2011年1月に、破産管財人から当団体のドメイン名を競売によって取得した団体が「一般社団法人 日本ワーキング・ホリデー協会」を設立している。ホームページでは法的に当団体と同名の商号を得たとしているが、ワーキング・ホリデービザ取得者や、それ以外の海外留学希望者へ語学学校の斡旋などを行っているため、当団体のような公的機関ではなく、営利活動を主とした留学斡旋業者とかわらない。なお、この団体はオーストラリアに拠点を置く留学斡旋業者が実質的に運営している営利団体である。
2014年6月には、カナダのワーキングホリデービザ申請代行を主業務とした、「一般社団法人 カナダワーキングホリデー協会」が設立されている。なお、この団体はカナダに拠点を置く留学斡旋業者が実質的に運営している営利団体である。

なお、どの類似団体も当団体の業務を継承したわけではない。